# Список умерших в 1896 году
В этой статье представлен список известных людей, умерших в 1896 году.
См. также: Категория:Умершие в 1896 году

## Январь
- 2 января — Николай Маев (60) — русский писатель, журналист, участник Среднеазиатских походов.
- 8 января — Поль Верлен (51) — французский поэт, один из основоположников литературного импрессионизма и символизма.
- 16 января — Иаков (Поспелов) — архимандрит Русской православной церкви, настоятель Кирилло-Белозерского монастыря.
- 25 января — Гавриил (Кикодзе) — епископ Русской православной церкви, епископ Имеретинский, святитель.

## Февраль
- 7 февраля — Рудольф Бенедикт (43) — австрийский химик и педагог; доктор химических наук.
- 21 февраля — Сергей Бершадский (45) — российский историк, юрист, профессор кафедры истории и философии права Санкт-Петербургского университета.

## Март
- 4 марта — Пётр Нищинский — русский и украинский писатель и композитор .
- 22 марта — Томас Хьюз — английский писатель, адвокат.
- 24 марта — Луи Ипполит (67) — гаитянский государственный деятель, генерал, 15-й Президент Гаити.
- 31 марта — Пётр Заичневский (53) — революционер-народник.

## Апрель
- 3 апреля — Илья Березин (77) — российский востоковед (тюрколог, иранист, монголист), заслуженный профессор Петербургского университета кафедры турецко-татарской словесности, тайный советник.
- 23 апреля — Герасим Колпаковский — русский генерал, один из крупнейших деятелей завоевания Средней Азии.
- 27 апреля — Генри Паркс (80) — австралийский государственный деятель.

## Май
- 9 мая — Андрей Аргентов — священник Русской православной церкви, миссионер, исследователь Якутии, Чукотки и Дальнего востока Российской империи.
- 10 мая — Пётр Алабин (71) — русский государственный и общественный деятель, военный писатель и журналист, действительный статский советник, почётный гражданин городов Вятка, Самара и София.
- 12 мая — Александр Жемчужников (69) — русский писатель, поэт, один из создателей Козьмы Пруткова.
- 17 мая — Вера Желиховская (61) — русская писательница, сестра Е. П. Блаватской, дочь Е. А. Ган, двоюродная сестра С. Ю. Витте.
- 19 мая — Карл Людвиг Австрийский (62) — эрцгерцог Австрийский из династии Габсбург-Лотарингских.
- 27 мая — Александр Столетов (56) — российский физик.

## Июнь
- 16 июня — Григорий Небольсин (84) — русский экономист, член Государственного совета, сенатор.
- 24 июня — Михаил Кази — организатор российского судостроения, общественный деятель, капитан II ранга.

## Июль
- 1 июля — Гарриет Бичер-Стоу (85) — американская писательница, автор знаменитого романа «Хижина дяди Тома».
- 7 июля — Николай Потехин — русский прозаик, драматург, театральный критик.
- 16 июля — Эдмон де Гонкур (74) — французский писатель, прославившийся (вместе со своим братом Жюлем де Гонкуром) как романист, историк, художественный критик и мемуарист.

## Август
- 18 августа — Рихард Авенариус (52) — швейцарский философ, профессор философии в Цюрихе (с 1877).
- 22 августа — Анри Эме Резаль (68) — французский механик, математик, физик и инженер, член Парижской АН.
- 23 августа — Пётр Белоусов (40) — известен как создатель парка культуры и отдыха в Туле, входящего в десятку лучших парков Европы.
- 30 августа — Алексей Лобанов-Ростовский (71) — русский дипломат и государственный деятель.

## Сентябрь
- 7 сентября — Сигизмунд Качковский (71) — известный галицийско-польский прозаик, публицист и поэт.
- 11 сентября — Фёдор Юрковский — русский революционер-народник.
- 13 сентября — Увини (вождь) — религиозный и политический деятель в Южной Африке.

## Октябрь
- 1 октября — Леонид Казанцев — российский юрист.
- 8 октября — Джордж Дюморье (62) — английский писатель, карикатурист, родной дедушка писательницы Дафны Дюморье.
- 10 октября — Фердинанд Мюллер (71) — немецкий естествоиспытатель, биолог, ботаник, географ XIX века.
- 11 октября — Антон Брукнер (72) — австрийский композитор, органист и музыкальный педагог, известный в первую очередь своими симфониями, мессами и мотетами.
- 27 октября — Алексей Боголюбов (72) — русский художник-маринист, мастер русской батальной марины.

## Ноябрь
- 22 ноября — Джордж Феррис (37) — американский инженер; наиболее известен созданием первого колеса обозрения.
- 26 ноября — Фредерик Брум (54) — колониальный администратор в Британской империи.
- 26 ноября — Эммануэль Араго (84) —
- 28 ноября — Альберт Ильг (49) — австрийский историк искусства.
- 30 ноября — Александер Лешек Дунин-Борковский (85) — польский писатель и политический деятель.

## Декабрь
- 10 декабря — Альфред Нобель (63) — шведский химик, инженер, изобретатель динамита, учредитель Нобелевской премии.
- 17 декабря — Тихон (Клитин) — епископ Русской православной церкви, епископ Оренбургский и Уральский.
- 23 декабря — Григорий Минх (60) — российский врач-инфекционист, эпидемиолог и патологоанатом, брат Александра Минха.